# Zjawisko bujnego węgla
W górnictwie zjawisko bujnego węgla  jest to zjawisko polegające na "urobieniu" calizny węglowej przez ciśnienie wywierane przez nadległy górotwór w strefie od 40 m do 100 m przed frontem ścianowym. Aspektem technicznym takiego zjawiska jest niskie zużycie energii kombajnu ścianowego urabiającego taką caliznę węglową oraz wpływ na wychód grubego sortymentu.